# Фісс
Фісс (нім. Fiss) — громада округу Ландек у землі Тіроль, Австрія.
Фісс лежить на висоті 1438 м над рівнем моря і займає площу 37,7 км². Громада налічує 978 мешканців.
Густота населення 26/км².
|                               |
| Фісс на мапі округу та землі. |

 Адреса управління громади: Via-Claudia-Augusta 35, 6533 Fiss.